# Pleusymtes quadrangularis
Pleusymtes quadrangularis is een vlokreeftensoort uit de familie van de Pleustidae. De wetenschappelijke naam van de soort is voor het eerst geldig gepubliceerd in 1963 door Margulis.